# Sveti Pavao
Sveti Pavao (Tarz, Cilicija oko 5. – Rim, oko 67.), izvornoga imena Savao, poznat i kao Apostol naroda i Apostol pogana, kršćanski svetac štovan u svim kršćanskim crkvama, apostol i misionar u Maloj Aziji, Grčkoj i Rimu, teolog, autor više poslanica Novoga zavjeta i mučenik.

## Podatci iz Svetoga pisma
Najviše podataka o njegovu životu daju nam Djela apostolska. Prema njima, Pavao je bio iz Tarza (u današnjoj južnoj Turskoj, tada u Rimskom Carstvu). Zvao se Savao, što odgovara hebrejskom imenu Šaul. Latinsko ime Pavao uzeo je vjerojatno za boravka na Cipru (vidi: Djela apostolska 13,9). Bio je židovski student Talmuda, izučio je zanat za izrađivača šatora kao i Akvila i Priscila koje nakon preobraćenja pozdravlja kao svoje suradnike u Kristu Isusu. Kao vjerni Židov, progonio je kršćane, te je bio prisutan pri ubojstvu sv. Stjepana. 
Na putu u Damask, kamo je krenuo uhititi grupu kršćana, doživio je viđenje, oslijepio je od jakog nebeskog svijetla i čuo Isusove riječi: ”Savle, zašto me progoniš?”. To iskustvo je na njega tako utjecalo da je prihvatio kršćanstvo, dao se krstiti u Damasku i počeo naviještati Evanđelje. U Jeruzalemu su u početku bili sumnjičavi prema njemu, dok se nisu uvjerili da se stvarno obratio. Na prvom misijskom putovanju pratio ga je Barnaba koji ga je i uveo u zajednicu jeruzalemske Crkve. Putovao je po Maloj Aziji, Grčkoj, istočnom Sredozemlju, te je na kraju stigao do Rima. Obično se govori o njegova četiri misijska putovanja. Na njima je najprije ulazio subotom u sinagoge te Židovima naviještao evanđelje, a kad ga oni ne bi prihvatili, onda se obraćao i poganima.
U Pavlovim poslanicama, koje su postale sastavni dio Novog zavjeta, a pisao ih je pojedinim mjesnim crkvama odgovarajući na njihove konkretne probleme, nailazimo na još nešto biografskih podataka o njemu. Ponajprije, tu i on sam prepričava svoj doživljaj susreta s Kristom (vidi: Poslanica Galaćanima [1,11-24]), potom pripovijeda o svojim putovanjima i susretima s Petrom i ostalim apostolima u Jeruzalemu. Konačno, govori o nevoljama koje je doživljavao na putovanjima, primjerice, kako je više puta bio je bačen u tamnicu, bio bičevan, kako je doživio nekoliko brodoloma i slično: "Triput sam bio šiban, jednom kamenovan, triput doživio brodolom, jednu noć i dan proveo sam u bezdanu. Česta putovanja, pogibli od rijeka, pogibli od razbojnika, pogibli od sunarodnjaka, pogibli od pogana, pogibli u gradu, pogibli u pustinji, pogibli na moru, pogibli od lažne braće; u trudu i naporu, često u nespavanju, u gladu i žeđi, često u postovima, u studeni i golotinji!" (2 Kor 11,25-27). Jedan od najpoznatijih njegovih tekstova je "Hvalospjev ljubavi" iz Prve poslanice Korinćanima, a teološki je osobito bogata Poslanica Rimljanima.

## Kasnije predaje
Pavao i sam u Poslanici Rimljanima spominje svoju nakanu da nastavi putovanje do Španjolske. Premda iz njegovih spisa nemamo potvrde da se to putovanje doista i dogodilo, tradicija govori da je on i ondje navijestio evanđelje. U Rimu je bio u zatočeništvu, a predaja govori i o mučeničkoj smrti. U Rimu mu je 65. godine mačem odrubljena glava. To je vjerojatan podatak jer je Pavao za sebe izjavljivao da je rimski građanin, pa je tako bio i pogubljen na način kako su se pogubljivali punopravni građani Rima (a ne razapinjanjem).

## Štovanje
U Rimokatoličkoj Crkvi, blagdan mu se slavi 29. lipnja, zajedno sa sv. Petrom, te blagdan njegovog obraćenja 25. siječnja. 29. lipnja, blagdan sv. Petra i Pavla slavi i Pravoslavna Crkva (ako se koristi julijanski kalendar, onda je to 12. srpnja prema gregorijanskom kalendaru). Među protestantima Pavao je osobito na cijeni, osobito zbog svoje Poslanice Rimljanima koja je Martina Luthera potakla na djelovanje. 
Sveti Pavao štuje se kao zaštitnik pisaca, novinara, glasnogovornika, biskupa, misionara, izrađivača šatora, protiv zmijskog otrova, članova pokreta Kursiljo, grada Rima, Malte i mnogih drugih mjesta širom svijeta.

## Poveznice
- Sveti Petar
- Katedrala sv. Pavla u Londonu
- Hvalospjev ljubavi
- Pavlova misijska putovanja

## Vanjske poveznice
Mrežna mjesta
- Opus dei 44. Tko je bio sveti Pavao? Kako je prenosio Isusovo nauk?
- Pavao, sv. Hrvatska enciklopedija